# دیوکوسگان
دیوکوسگان (نام علمی: Mitsukurinidae) نام یک تیره از راسته کوسه‌سانان است.تنها یک گونه این خانواده زنده است و پنج مورد دیگر فسیل هستند.
این خانواده کوسه ها به افتخار کاکیچی میتسوکوری نامگذاری شده اند که هولوتیپ تنها گونه این خانواده را به دیوید استار جوردون آورد تا از نظر علمی توصیف شود.

## منبع
1. ↑  Jordan, David Starr (1898). "Description of a species of fish (Mitsukurina owstoni) from Japan, the type of a distinct family of Lamnoid Sharks". Proceedings of the California Academy of Sciences. Series 3. 1: 199–201 – via Biodiversity Heritage Library.